# Chionaema scintillans
Chionaema scintillans là một loài bướm đêm thuộc phân họ Arctiinae, họ Erebidae.